# Дубровка (Шкловский район)
Дубровка (бел. Дубраўка) — деревня в Толкачевском сельсовете Шкловского района Могилёвской области Белоруссии.

## География
Деревня расположена в 20 км на юго-запад от Шклова, 56 км от Могилёва, в 14 км от железнодорожной станции Лотва на линии Могилёв — Орша. На юге граничит с лесом. На востоке — мелиоративный канал, соединенный с рекой Вабич (приток Друти).

## История
Деревня известна с начала XVII века. Согласно инвентаризации 1616 года, в деревне было 16 волок земли, жители платили чинш и медовую дань. Согласно инвентаризации 1635 года, деревня находилась во владении Оршанского костела. После 1-го раздела Речи Посполитой (1772) в составе Российской империи. В 1777 в Могилевском округе Могилевской губернии. В 1785 году находилась в составе имения Шклов Могилевского уезда, собственность помещика. В 1869 году помещик И. В. Рубановский имел здесь 1063 десятин земли. Имелся хлебозапасный магазин.
29 сентября 1923 года создано мелиоративное товарищество. С 20 августа 1924 деревня в Шкловском районе Могилевского округа (до 26 июля 1930). В 1930 году был организован колхоз, работала начальная школа. С 20 февраля 1938 года в составе Могилевской области.
В Великую Отечественную войну с июля 1941 года до начала июля 1944 Дубровка была оккупирована немецко-фашистскими захватчиками. На фронтах и в борьбе против оккупантов погибли 50 сельчан.
В 1991 году в составе колхоза «Рассвет» (центр — деревня Толкачи), работал магазин. В 2007 в составе ОАО «Говяды-Агро» (центр — агрогородок Говяды).

## Население

### Численность
- 2009 год — 28 человек (согласно переписи)

### Динамика
- 1695 год — 14 дворов
- 1771 год — 23 двора, 117 жителей
- 1785 год — 29 дворов, 211 жителей
- 1869 год — 37 дворов, 241 житель (согласно переписи)
- нач. XX века — 38 дворов, 277 жителей
- 1991 год — 56 дворов, 103 жителя
- 1997 год — 43 двора, 67 жителей
- 2007 год — 25 дворов, 34 жителя